# Biblioteka Tiencin Binhai
Biblioteka Tianjin Binhai (chiński : 天津 滨海 新区 图书馆) – biblioteka w Tiencinie w Chinach.

## Historia
Projekt biblioteki został zamówiony przez gminę Tiencin i została ona zbudowana w centrum dzielnicy Binhai. Bibliotekę zlokalizowano obok parku i jest jednym z kompleksu pięciu budynków zaprojektowanych przez firmę architektoniczną MVRDV z Rotterdamu wraz z koreańskimi architektami z Tianjin Urban Planning i Design Institute (TUPDI). Inne budynki to: Muzeum Sztuki Nowoczesnej, Muzeum Nauki i Techniki, teatr oraz Centrum Obywatelskie.
Wszystkie budynki są połączone korytarzem nakrytym szklanym dachem wspartym na metalowych kolumnach projektu GMP (Architects von Gerkan, Marg and Partners). Wybudowanie biblioteki zajęło zaledwie 3 lata i została ona otwarta w październiku 2017 roku. W bibliotece w momencie otwarcia było 200 000 książek w większości umieszczonych w magazynach.

## Architektura
Biblioteka o powierzchni 33 700 metrów kwadratowych ma 5 poziomów. Na pierwszym i drugim piętrze znajdują się głównie części wypoczynkowe i czytelnie. Na wyższych piętrach umieszczono sale komputerowe, konferencyjne i biura. Na dachu znajdują się dwa patia. Regały wewnątrz atrium mogą według projektu umieścić 1,2 miliona książek, ale do górnych półek nie ma dostępu, ponieważ planowano go z pomieszczeń umieszczonych poza atrium. Z powodu ograniczeń czasowych oraz przepisów przeciwpożarowych plany nie zostały zrealizowane. Dlatego tylko na 15 z 60 regałów umieszczono książki, na pozostałych znajdują się tabliczki z wydrukowanymi grzbietami książek. Sam gmach to prostokątna bryła, w której wnętrzu pośrodku atrium umieszczono kulę, w której odbijają się ściany z wielopiętrowymi regałami na książki. W dwu bocznych ścianach biblioteki umieszczono okna w kształcie oka, dlatego budynek nazywany jest również „okiem Binhai”.